# Paulo Bento (trainer)
Paulo Jorge Gomes Bento (Lissabon, 20 juni 1969) is een Portugees voetbaltrainer en voormalig speler. Hij speelde voor onder meer Benfica, Sporting Lissabon en Real Oviedo. Daarnaast kwam hij 36 keer uit voor de Portugese nationale ploeg. Bento was als laatst, tussen 2018 en 2022, bondscoach van het Zuid-Koreaans mannenvoetbalelftal.

## Trainerscarrière
Bento was van 2005 tot en met 2009 trainer  van Sporting Clube de Portugal. Op 6 november 2009 diende hij zijn ontslag in, omdat hij naar eigen zeggen niets meer uit de spelersgroep kon halen. Na het WK voetbal van 2010 verving hij Carlos Queiroz als Portugees bondscoach. Hij bereikte met de nationale ploeg de halve finales van de EK-eindronde 2012 in Polen en Oekraïne. Daarin werd Portugal uitgeschakeld door titelverdediger Spanje, dat met 4-2 zegevierde in de strafschoppenserie. In de reguliere speeltijd plus verlenging waren beide ploegen blijven steken op 0-0.
Bento verloor op zondag 7 september 2014 met Portugal de eerste wedstrijd in de kwalificaties voor het Europees kampioenschap voetbal 2016 thuis met 0-1 van Albanië. Vier dagen later stopten Bento en de nationale voetbalbond de samenwerking met elkaar. Hij werd opgevolgd door Fernando Santos. Na enkele korte trainerschappen in Brazilië, Griekenland, en China trad Bento in 2018 aan als bondscoach van het mannenelftal van Zuid-Korea. Met Korea bereikte hij de achtste finale van het wereldkampioenschap voetbal 2022, de beste prestatie van de Koreanen sinds 2010. Direct na het toernooi stopte Bento als bondscoach bij Zuid-Korea.
1 Baía  ·
2 J. Costa ·
3 Jorge ·
4 Vidigal ·
5 Couto ·
6 Sousa ·
7 Figo ·
8 Pinto ·
9 Sá Pinto ·
10 R. Costa ·
11 Conceição ·
12 Espinha ·
13 Dimas ·
14 Xavier ·
15 Costinha ·
16 Beto Severo ·
17 Bento ·
18 Pauleta ·
19 Capucho ·
20 Secretário ·
21 Gomes ·
22 Quim ·
Coach: Coelho
1 Baía ·
2 J. Costa ·
3 Xavier ·
4 Caneira ·
5 Couto  ·
6 Sousa ·
7 Figo ·
8 Pinto ·
9 Pauleta ·
10 R. Costa ·
11 Conceição ·
12 Viana ·
13 Andrade ·
14 Barbosa ·
15 Nélson ·
16 Ricardo ·
17 Bento ·
18 Frechaut ·
19 Capucho ·
20 Petit ·
21 Gomes ·
22 Beto Severo ·
23 Jorge ·
Coach: Oliveira
1 Eduardo ·
2 Alves ·
3 Pepe ·
4 Veloso ·
5 Coentrão ·
6 Custódio ·
7 Ronaldo  ·
8 Moutinho ·
9 Almeida ·
10 Quaresma ·
11 Oliveira ·
12 Patrício ·
13 Ricardo Costa ·
14 Rolando ·
15 Micael ·
16 Meireles ·
17 Nani ·
18 Varela ·
19 Lopes ·
20 Viana ·
21 Pereira ·
22 Beto ·
23 Postiga ·
Coach: Bento
1 Eduardo Carvalho ·
2 Alves ·
3 Pepe ·
4 Veloso ·
5 Coentrão ·
6 William Carvalho ·
7 Ronaldo  ·
8 Moutinho ·
9 H. Almeida ·
10 Vieirinha ·
11 Éder ·
12 Patrício ·
13 Ricardo Costa ·
14 Neto ·
15 Rafa ·
16 Meireles ·
17 Nani ·
18 Varela ·
19 A. Almeida ·
20 Amorim ·
21 Pereira ·
22 Beto ·
23 Postiga ·
Coach: Bento
1 Kim S. ·
2 Yoon ·
3 Kim J. ·
4 Kim Mi. ·
5 Jung ·
6 Hwang I. ·
7 Son H.  ·
8 Paik ·
9 Cho G. ·
10 Lee J. ·
11 Hwang H. ·
12 Song B. ·
13 Son J. ·
14 Hong ·
15 Kim Mo. ·
16 Hwang U. ·
17 Na ·
18 Lee K. ·
19 Kim Y. ·
20 Kwon K. ·
21 Jo ·
22 Kwon C. ·
23 Kim T. ·
24 Cho Y. ·
25 Jeong ·
26 Song M. ·
Coach: Bento